# Зеда-Ахалшени
Зеда-Ахалшени (груз. ზედა ახალშენი) — село в Грузии, на территории Хелвачаурского муниципалитета автономной республики Аджария.

## География
Село находится в юго-западной части Грузии, на левом берегу реки Барцханы, на расстоянии 3 километров (по прямой) к востоку от города Батуми, административного центра муниципалитета и автономной республики. Абсолютная высота — 238 метров над уровнем моря.

## Население
По результатам официальной переписи населения 2014 года, в Зеда-Ахалшени проживало 1474 человека (710 мужчин и 764 женщины). В национальной структуре населения грузины составляли 99,6 %, украинцы — 0,15 %, осетины — 0,1 %.
| Год  | Население, человек |
| ---- | ------------------ |
| 2002 | 1958               |
| 2014 | ↘ 1474             |